# Tammi Ann
Tammi Ann (n. 4 de octubre de 1971) es una actriz y directora porno estadounidense.
Tammi inició su carrera en 1993, es famosa por sus escenas de lolita y por el pequeño tamaño de sus pechos. Tammi también es conocida por sus escenas lésbicas, Sexo en grupo, doble penetración, sexo anal.
Durante mucho tiempo fue novia del productor Al Borda. Tammi Ann ha realizado más de 200 películas porno [cita requerida] en sus tres años de trabajo.